# Sawage Life
„SAWAGE☆LIFE” – cyfrowy singel japońskiej piosenkarki Mai Kuraki, wydany 30 lipca 2016 roku. Piosenka została wykorzystana jako 52 ending (odc. 827–842) anime Detektyw Conan. Singel promował album studyjny Smile.

## Lista utworów
| CD | CD            | CD         | CD                        | CD        | CD      |
| Nr | Tytuł utworu  | Tekst      | Kompozycja                | Aranżacja | Długość |
| -- | ------------- | ---------- | ------------------------- | --------- | ------- |
| 1. | „SAWAGE☆LIFE” | Mai Kuraki | Alaina Beaton, Bobby Huff | TAITO     | 3:20    |